# Третьяков, Дмитрий Константинович
Дмитрий Константинович Третьяков (1878—1950) —  украинский советский зоолог-морфолог, доктор биологических наук, профессор, академик АН УССР (1929).

## Биография
Родился 24 октября (5 ноября) 1878 года в семье сельского учителя в селе Шуморово Мологского уезда Ярославской губернии. В 1896 году окончил с золотой медалью Рыбинскую гимназию.
Поступил на естественное отделение физико-математического факультета Санкт-Петербургского университета. Окончил университет с дипломом I-й степени. Был оставлен при университете на должности младшего хранителя анатомо-гистологического кабинета. Фактически исполнял обязанности ассистента гистолога и эмбриолога профессора А. С. Догеля. В 1906—1907 годах был преподавателем естественной истории в 1-м петербургском реальном училище.
В 1909 году успешно сдал экзамен на степень магистра зоологии и сравнительной анатомии, защитил диссертацию на тему «Мозг пескоройки» (1910). Занял должность приват-доцента Петербургского университета. Читал курс анатомии человека студентам.
В 1912 году он стал экстраординарным профессором Новороссийского (Одесского) университета; преподавал анатомию человека, сравнительную анатомию, гистологию. На Женских медицинских курсах читал лекции по медицинской зоологии. В Одессе Д. К. Третьяков проявил себя, как организатор научно-просветительской работы. Возглавил лекционный комитет при Новороссийском обществе естествоиспытателей (НОЕ), был его вице-президентом. Вновь ввёл систематическое чтение курса лекций для широкого круга слушателей, которые интересуются естественными науками. В Педагогической комиссии НОЕ Д. К. Третьяков возглавлял оргбюро по организации курсов для преподавателей естествознания. В Зоологическом музее Одесского университета он возглавил Зоотомический кабинет. В 1919 году при активном содействии Дмитрия Константиновича Третьякова возобновляется работа студенческого биологического кружка. Этот кружок фактически продолжает деятельность Педагогической комиссии НОЕ.
В 1920 году профессор Д. К. Третьяков организует при Югоклимате (в помещении бывшего Воронцовского дворца) Одесский естественно-исторический музей. В его состав входило два отдела: отдел природы, сыгравший большую роль в изучении природных ресурсов юга Украины и отдел передвижных учебных принадлежностей, который выполнял большую учебно-методическую работу в масштабах всего региона. Не прекращалась активная научно-педагогическая и научно-организационная деятельность Д. К. Третьякова, читал лекции в Одесском медицинском институте. В 1921 - 1930 годах преподавал в Одесском институте народного образования (ОИНО);  с 1923 года исполнял обязанности декана факультета социального воспитания, а в  1925 - 1928 годах был проректором. Являлся уполномоченным Укрнауки, руководил зоотомической секцией научно-исследовательской кафедры биологии.
. По инициативе Д. К. Третьякова, на базе научно-исследовательской кафедры биологии в 1929 году был создан Зоолого-биологический институт, в состав которого вошло 6 лабораторий и 3 музея бывшего Новороссийского университета (ныне — Одесский национальный университет имени И. И. Мечникова) : зоологический, зоотомический (были объединены в один), и палеонтологический. За активную научную, организационную и общественную деятельность в 1929 году Дмитрия Константиновича Третьякова избрали академиком АН УССР по специальности «морфология».
Зоолого-биологическим институтом академик Д. К. Третьяков руководил до начала Великой Отечественной войны. В период войны академик Д. К. Третьяков находился в эвакуации в Уфе. Туда была эвакуирована также АН УССР. Он возглавил отдел ихтиологии Института зообиологии. В 1943 году Дмитрий Константинович Третьяков избран председателем Отделения биологических наук и членом Президиума АН УССР. После освобождения Украины в 1943 году Д. К. Третьяков переехал в Киев, где возглавил Институт зоологии АН УССР, заведовал кафедрой зоологии позвоночных Киевского госуниверситета и отделом ихтиологии Института гидробиологии АН УССР.

## Научная деятельность
Последователь методических взглядов Ильи Ильича Мечникова, Д. К. Третьяков предложил нестандартный подход к составлению программы по курсу естествознания. Во-первых, он рассматривал анатомию человека с позиций сравнительной анатомии, а во-вторых, курс зоологии преподавался в нисходящем порядке. Первичная методика Дмитрия Константиновича Третьякова не получила достойной оценки со стороны его современников. Однако после реформы образования 1915 года, в течение которой естествознание заняло надлежащее место в учебных планах высших начальных училищ, именно его подход был положен в основу учебной программы по этому курсу (Циркуляр МП от 30.09.1916 г. № 6020).
Занимался фаунистико-систематическими исследованиями по морской зоологии. В 1920-х годах профессор Д. К. Третьяков активно работает над дальнейшим развитием созданной И. И. Мечниковым ктенофорной теории происхождения иглокожих. Он расширил и подтвердил новыми доказательствами эту теорию. Д. К. Третьяков высказал мнение, о происхождение хордовых от кишечнополостных, типа самых простых ктеноформ, или даже от переходных форм высших медуз.
Сотрудники Зоолого-биологического института, возглавляемого академиком Д. К. Третьяковым, исследовали одесские заливы и лиманы, их флору и фауну, особенности лиманской грязи, процессы её образования, исследовали цитрусовые культуры, разрабатывали способы борьбы с вредителями сельского хозяйства.
Учениками Д. К. Третьякова являются профессор Семён Борисович Гринбарт, член-корреспондент АН УССР Николай Афанасьевич Савчук (1899—1976), А. Р. Прендель, профессор Фёдор Сергеевич Замбриборщ (1913—1998), член-корреспондент ВАСХНИЛ Виктор Владиславович Ковальский (1898—1984), профессор Николай Александрович Загоровский (1893—1938) и др.

## Награды и звания
- Заслуженный деятель науки и техники УССР (1940)
- Орден Трудового Красного Знамени (2 октября 1944) — за выдающиеся заслуги в области развития советской науки, культуры и техники,за воспитание высококвалифицированных кадров научных работников, в связи с 25-летием со основания Академии Наук УССР
- Медаль

## Труды
- учебник «Человек и животные» (1912)
- «Бессмертие и долголетие», Издательство А. С. Панафидиной, 1913, 67 с.
- «Прозрачные препараты Шпательгольца» // Школьные экскурсии и школьный музей, 1914, № 1, с. 2-6
- «Школьные экскурсии и природохранение» // Школьные экскурсии и школьный музей, 1914, № 5, с. 1-8
- Tretiakoff D, Chinsuk F. Das Knochengewebe der Fische // Z. Anat. und Entwicklungsgesch., 1927. — 83. — № 1/3. — S. 363—396, Mit 16 Abb. im Text. — Ref.:Wetzel R. // Ber. Yes. Biol. — 1927. — 6, № 1. — S. 16
- «Происхождение хордовых» (1929)
- «Еволюція голкошкірих» (1932)
- «Філогенія тварин» // Сто років клітиної теорії, 1939, Одесса
- «Третичная фауна одесских катакомб» (1941)
- «Филогенетическая система костистых рыб» (1942)
- «Методы современной филогенетики» (1942)
- «Возрождение филогенетики» (1943)
- «Очерки филогении рыб» (1944)
- «Визначник круглоротих і риб» (1947)
- «Рыбы и круглоротые, их жизнь и значение» (1949)
- остались в рукописном варианте — «Общая филогенетика», и «Развитие мира животных» (сочинение, посвящённое памяти И. И. Мечникова)

## Интересные факты
- В конце 1919 года к бывшему поверенному в делах графини Воронцовой-Дашковой обратился Г. В. Бейзерт с предложением сдать в аренду нижний сад Воронцовского дворца для общества «Югоклимат». Председателем общества был профессор Д. К. Третьяков. Именно обществу «Югоклимат» и одному из его энергичных руководителей Г. В. Бейзерту принадлежит главная заслуга в организации первого зоопарка в Одессе. Общество «Югоклимат» занималось разнообразной научной деятельностью. В 1920 году оно организовало естественно-исторический музей, в 1921 и 1922 годах — сельскохозяйственный и рыбопромышленный техникумы. Именно в этот период были предприняты первые шаги по организации научной части Зоосада и разработан целый ряд вопросов по подбору животных для него. Налажена связь с иностранными и отечественными садами по вопросам, связанным с наблюдениями над животными. Все эти выставки, учебные заведения организовывались на территории бывшего Воронцовского дворца.
- Дмитрий Константинович Третьяков очень болезненно воспринял разгром биологической науки («лысенковщина»), которой он преданно служил всю свою жизнь. Профессор М. П. Савчук вспоминал: «Как-то на сессии Академии наук я с ним встретился — этот, бывший всегда жизнерадостным, учёный превратился в человека растерянного и несчастного. На мой вопрос, как его самочувствие, профессор Третьяков ответил: ложась спать, я всегда жду, что уже не проснусь, а на утро удивляюсь, что я ещё жив».
- Два последних года жизни были наиболее трагичными для Дмитрия Константиновича Третьякова. Он стал одной из жертв «чёрных лысенковских страниц» в истории биологии. Выступив на защиту академика Н. Г. Холодного, фитогормональная теория тропизмов которого «творческими дарвинистами» была признана антимичуринской, академик Д. К. Третьяков вызвал на себя шквал атак со стороны приверженцев и последователей Т. Д. Лысенко.
- 6 октября 1948 года, на Расширенном заседании Президии Академии наук Украинской ССР было принято постановление, в котором говорилось: «Бюро отделов биологических и сельскохозяйственных наук и их руководители, действительные члены АН УССР Д. К. Третьяков и Н. Н. Гришко, содействовали организационному укреплению позиций сторонников лженаучного вейсманистского антимичуринского направления в отделах, где концентрировались представители морганистской генетики».